# Grand Slam of Darts 2007
De Grand Slam of Darts was een internationaal dartstoernooi, dat gehouden werd in de Civic Hall (Wolverhampton) en van 17 november 2007 tot en met 25 november 2007 haar vuurdoop kende. Het evenement kende een dotatie van ₤300.000; de winnaar, Phil Taylor, mocht een cheque van ₤80.000 opstrijken.
Het 32-hoofdige deelnemersveld van de Grand Slam of Darts bestond uit alle finalisten van de grote tv-toernooien van de afgelopen twee jaar (2006 en 2007) van zowel de Professional Darts Corporation alsmede de BDO/WDF, inclusief de halvefinalisten van de wereldkampioenschappen van beide bonden, het Ladbrokes World Darts Championship en de World Professional Darts Championship (Lakeside).

## Deelnemers
Gary Anderson

 Raymond van Barneveld

 Barrie Bates

 Ronnie Baxter

 Michael van Gerwen

 Shaun Greatbatch

 Andy Hamilton

 Andy Jenkins
 Terry Jenkins

 Wayne Jones

 Mervyn King

 Jelle Klaasen

 Adrian Lewis

 Colin Lloyd

 Charles Losper

 Peter Manley
 Wayne Mardle

 Chris Mason

 Gary Mawson

 Kevin McDine

 Phill Nixon

 Pat Orreal

 Kevin Painter

 John Part
 Dennis Priestley

 Niels de Ruiter

 Roland Scholten

 Phil Taylor

 Vincent van der Voort

 James Wade

 Scott Waites

 Mark Webster
Op het moment van aankondiging, februari 2007, hadden 20 darters zich reeds gekwalificeerd voor de Grand Slam of Darts. Gedurende de rest van 2007, waren er acht grote tv-toernooien, waarvan zes bij de PDC en twee bij de BDO/WDF waar overige deelnemers zich konden verzekeren van een startbewijs van de Grand Slam of Darts. De Winmau World Masters 2007 viel, nadat dat toernooi verplaatst was, samen met de Grand Slam of Darts. Dit toernooi leverde daarom geen deelnemers. De PDC nodigde na afloop van de televisietoernooien een selectie van nationale kampioenen uit om het deelnemersveld te complementeren.

### Deelnemers op basis van BDO/WDF-toernooien
|      |                 | Lakeside                       | International Darts League | World Darts Trophy | Winmau World Masters |
| ---- | --------------- | ------------------------------ | -------------------------- | ------------------ | -------------------- |
| 2006 | Winnaar         | Jelle Klaasen                  | Raymond van Barneveld      | Phil Taylor        | Michael van Gerwen   |
| 2006 | Runner-up       | Raymond van Barneveld          | Colin Lloyd                | Martin Adams*      | Martin Adams*        |
| 2006 | Halvefinalisten | Martin Adams* Shaun Greatbatch |                            |                    |                      |
| 2007 | Winnaar         | Martin Adams*                  | Gary Anderson              | Gary Anderson      | n.v.t.               |
| 2007 | Runner-up       | Phill Nixon                    | Mark Webster               | Phil Taylor        | n.v.t.               |
| 2007 | Halvefinalisten | Mervyn King Niels de Ruiter    |                            |                    |                      |

*Martin Adams heeft besloten niet mee te doen aan de Grand Slam of Darts.

### Deelnemers op basis van PDC-toernooien
|      |                 | Ladbrokes                  | Premier League  | World Series of Darts / US Open | UK Open               | Desert Classic        | World Matchplay | World Grand Prix |
| ---- | --------------- | -------------------------- | --------------- | ------------------------------- | --------------------- | --------------------- | --------------- | ---------------- |
| 2006 | Winnaar         | Phil Taylor                | Phil Taylor     | Phil Taylor                     | Raymond van Barneveld | John Part             | Phil Taylor     | Phil Taylor      |
| 2006 | Runner-up       | Peter Manley               | Roland Scholten | Adrian Lewis                    | Barrie Bates          | Raymond van Barneveld | James Wade      | Terry Jenkins    |
| 2006 | Halvefinalisten | Wayne Jones Wayne Mardle   |                 |                                 |                       |                       |                 |                  |
| 2007 | Winnaar         | Raymond van Barneveld      | Phil Taylor     | Phil Taylor                     | Raymond van Barneveld | Raymond van Barneveld | James Wade      | James Wade       |
| 2007 | Runner-up       | Phil Taylor                | Terry Jenkins   | Raymond van Barneveld           | Vincent van der Voort | Terry Jenkins         | Terry Jenkins   | Terry Jenkins    |
| 2007 | Halvefinalisten | Andy Hamilton Andy Jenkins |                 |                                 |                       |                       |                 |                  |

### Overige deelnemers
Er waren 23 spelers (zonder Martin Adams) gekwalificeerd op basis van hun finale-plaatsen van de televisietoernooien. De overige 9 deelnemers werden op een andere manier bepaald.
Drie plaatsen werden bezet door de beste Zuid-Afrikaan, Australiër en Amerikaan. Dennis Priestley en Scott Waites werden uitgenodigd op grond van hun prestaties dit jaar en hun plaats op de ranglijst. Priestley haalde onder andere de halve finale van de Premier League Darts 2007 en Waites bereikte dit jaar de top van de WDF-ranking. Daarnaast heeft de PDC in samenwerking met televisiekanaal ITV twee wildcards verstrekt aan de winnaars van een open kwalificatietoernooi op 30 september in het Aldersley Leisure Village (Wolverhampton). De laatste twee plaatsen gingen naar de hoogst gerankte PDC-speler die nog niet gekwalificeerd waren.
- Charles Losper, winnaar South Africa Open
- Glenn Power, winnaar Australian Open (kon niet deelnemen vanwege problemen met een visum)
  - Pat Orreal, finalist Australian Open
- Gary Mawson, winnaar Amerikaanse Order of Merit
- Dennis Priestley, hoogste niet gekwalificeerde in PDC-ranking
- Scott Waites, hoogste niet gekwalificeerde in BDO-ranking
- Chris Mason, winnaar ITV-kwalificatietoernooi
- Kevin McDine, winnaar ITV-kwalificatietoernooi
- Ronnie Baxter, hoogste niet gekwalificeerde in PDC-ranking
- Kevin Painter, hoogste niet gekwalificeerde in PDC-ranking

## Prijzengeld
Het totale prijzengeld van de Grand Slam of Darts bedroeg £300.000, en was als volgt verdeeld:
- Winnaar £80.000
- Runner-up £35.000
- Halve finale £15.000
- Kwartfinale £10.000
- Tweede ronde £6.000
- Eerste ronde £4.000
- Hoogste finish £3.000 (gewonnen door James Wade; hij gooide een 170-finish)

## Spelformaat
De 32 spelers waren verdeeld in acht groepen van vier spelers. De beste twee van elke groep gingen door naar de volgende ronde. Vanaf hier werd er verder gespeeld via het knock-outsysteem.

## Uitslagen

### Groepsfase (best of 9 legs)
| A | Speler                    | Land      | 1 | 2 | 3 | 4 | Pnt | Legsaldo     | Plaats |
| - | ------------------------- | --------- | - | - | - | - | --- | ------------ | ------ |
| 1 | Raymond van Barneveld (1) | Nederland | - | 1 | 1 | 1 | 3   | 15 - 8 (+7)  | 1e     |
| 2 | Adrian Lewis              | Engeland  | 0 | - | 1 | 1 | 2   | 13 - 9 (+4)  | 2e     |
| 3 | Dennis Priestley          | Engeland  | 0 | 0 | - | 1 | 1   | 11 - 14 (−3) | 3e     |
| 4 | Chris Mason               | Engeland  | 0 | 0 | 0 | - | 0   | 7 - 15 (−8)  | 4e     |

| B | Speler                | Land        | 1 | 2 | 3 | 4 | Pnt | Legsaldo     | Plaats |
| - | --------------------- | ----------- | - | - | - | - | --- | ------------ | ------ |
| 1 | Terry Jenkins (8)     | Engeland    | - | 1 | 0 | 1 | 2   | 12 - 9 (+3)  | 2e     |
| 2 | Vincent van der Voort | Nederland   | 0 | - | 0 | 1 | 1   | 10 - 11 (−1) | 3e     |
| 3 | Andy Hamilton         | Engeland    | 1 | 1 | - | 1 | 3   | 15 - 8 (+7)  | 1e     |
| 4 | Charles Losper        | Zuid-Afrika | 0 | 0 | 0 | - | 0   | 6 - 15 (−9)  | 4e     |

| C | Speler          | Land      | 1 | 2 | 3 | 4 | Pnt | Legsaldo     | Plaats |
| - | --------------- | --------- | - | - | - | - | --- | ------------ | ------ |
| 1 | James Wade (4)  | Engeland  | - | 1 | 1 | 1 | 3   | 15 - 6 (+9)  | 1e     |
| 2 | Phill Nixon     | Engeland  | 0 | - | 1 | 0 | 1   | 13 - 10 (+3) | 3e     |
| 3 | Niels de Ruiter | Nederland | 0 | 0 | - | 0 | 0   | 2 - 15 (−13) | 4e     |
| 4 | Pat Orreal      | Australië | 0 | 1 | 1 | - | 2   | 11 - 10 (+1) | 2e     |

| D | Speler            | Land      | 1 | 2 | 3 | 4 | Pnt | Legsaldo    | Plaats |
| - | ----------------- | --------- | - | - | - | - | --- | ----------- | ------ |
| 1 | Jelle Klaasen (5) | Nederland | - | 0 | 1 | 1 | 2   | 14 - 9 (+5) | 1e     |
| 2 | Peter Manley      | Engeland  | 1 | - | 0 | 0 | 1   | 8 - 14 (−6) | 4e     |
| 3 | Shaun Greatbatch  | Engeland  | 0 | 1 | - | 0 | 1   | 7 - 11 (−4) | 3e     |
| 4 | Kevin McDine      | Engeland  | 0 | 1 | 1 | - | 2   | 13 - 8 (+5) | 2e     |

| E | Speler          | Land     | 1 | 2 | 3 | 4 | Pnt | Legsaldo     | Plaats |
| - | --------------- | -------- | - | - | - | - | --- | ------------ | ------ |
| 1 | Phil Taylor (2) | Engeland | - | 1 | 1 | 1 | 3   | 15 - 5 (+10) | 1e     |
| 2 | Colin Lloyd     | Engeland | 0 | - | 1 | 1 | 2   | 11 - 9 (+2)  | 2e     |
| 3 | Wayne Mardle    | Engeland | 0 | 0 | - | 1 | 1   | 8 - 12 (−4)  | 3e     |
| 4 | Ronnie Baxter   | Engeland | 0 | 0 | 0 | - | 0   | 7 - 15 (−8)  | 4e     |

| F | Speler        | Land             | 1 | 2 | 3 | 4 | Pnt | Legsaldo     | Plaats |
| - | ------------- | ---------------- | - | - | - | - | --- | ------------ | ------ |
| 1 | John Part (7) | Canada           | - | 1 | 1 | 0 | 2   | 12 - 9 (+3)  | 1e     |
| 2 | Mark Webster  | Wales            | 0 | - | 0 | 1 | 1   | 10 - 11 (−1) | 3e     |
| 3 | Andy Jenkins  | Engeland         | 0 | 1 | - | 0 | 1   | 8 - 11 (−3)  | 4e     |
| 4 | Gary Mawson   | Verenigde Staten | 1 | 0 | 1 | - | 2   | 11 - 10 (+1) | 2e     |

| G | Speler            | Land      | 1 | 2 | 3 | 4 | Pnt | Legsaldo    | Plaats |
| - | ----------------- | --------- | - | - | - | - | --- | ----------- | ------ |
| 1 | Gary Anderson (3) | Schotland | - | 1 | 1 | 0 | 2   | 11 - 6 (+5) | 2e     |
| 2 | Barrie Bates      | Wales     | 0 | - | 1 | 0 | 1   | 5 - 11 (−6) | 3e     |
| 3 | Wayne Jones       | Engeland  | 0 | 0 | - | 1 | 1   | 7 - 14 (−7) | 4e     |
| 4 | Kevin Painter     | Engeland  | 1 | 1 | 0 | - | 2   | 14 - 6 (+8) | 1e     |

| H | Speler                 | Land      | 1 | 2 | 3 | 4 | Pnt | Legsaldo     | Plaats |
| - | ---------------------- | --------- | - | - | - | - | --- | ------------ | ------ |
| 1 | Michael van Gerwen (6) | Nederland | - | 0 | 0 | 1 | 1   | 8 - 14 (−6)  | 3e     |
| 2 | Roland Scholten        | Nederland | 1 | - | 1 | 1 | 3   | 15 - 4 (+11) | 1e     |
| 3 | Mervyn King            | Engeland  | 1 | 0 | - | 1 | 2   | 13 - 10 (+3) | 2e     |
| 4 | Scott Waites           | Engeland  | 0 | 0 | 0 | - | 0   | 7 - 15 (−8)  | 4e     |

### Knock-outfase
|  | 2e ronde best of 19 legs | 2e ronde best of 19 legs  | 2e ronde best of 19 legs |    |                   | kwartfinale best of 19 legs | kwartfinale best of 19 legs | kwartfinale best of 19 legs |  |  | halve finale best of 25 legs | halve finale best of 25 legs | halve finale best of 25 legs |    |  | finale best of 35 legs | finale best of 35 legs | finale best of 35 legs |
|  |                          |                           |                          |    |                   |                             |                             |                             |  |  |                              |                              |                              |    |  |                        |                        |                        |
|  |                          | Raymond van Barneveld (1) | 7                        |    |                   |                             |                             |                             |  |  |                              |                              |                              |    |  |                        |                        |                        |
|  |                          | Terry Jenkins (8)         | 10                       |    |                   |                             |                             |                             |  |  |                              |                              |                              |    |  |                        |                        |                        |
|  |                          | Terry Jenkins (8)         | 10                       |    | Terry Jenkins (8) | 8                           |                             |                             |  |  |                              |                              |                              |    |  |                        |                        |                        |
|  |                          |                           |                          |    | Terry Jenkins (8) | 8                           |                             |                             |  |  |                              |                              |                              |    |  |                        |                        |                        |
|  |                          |                           | Andy Hamilton            | 10 |                   |                             |                             |                             |  |  |                              |                              |                              |    |  |                        |                        |                        |
|  |                          | Andy Hamilton             | Andy Hamilton            | 10 | 10                |                             |                             |                             |  |  |                              |                              |                              |    |  |                        |                        |                        |
|  |                          |                           |                          |    | 10                |                             |                             |                             |  |  |                              |                              |                              |    |  |                        |                        |                        |
|  |                          | Adrian Lewis              | 8                        |    |                   |                             |                             |                             |  |  |                              |                              |                              |    |  |                        |                        |                        |
|  |                          |                           |                          |    |                   |                             | Andy Hamilton               | 13                          |  |  |                              |                              |                              |    |  |                        |                        |                        |
|  |                          |                           |                          |    |                   |                             |                             |                             |  |  |                              |                              |                              |    |  |                        |                        |                        |
|  |                          |                           | Kevin McDine             | 12 |                   |                             |                             |                             |  |  |                              |                              |                              |    |  |                        |                        |                        |
|  |                          | James Wade (4)            | Kevin McDine             | 12 | 7                 |                             |                             |                             |  |  |                              |                              |                              |    |  |                        |                        |                        |
|  |                          |                           |                          |    | 7                 |                             |                             |                             |  |  |                              |                              |                              |    |  |                        |                        |                        |
|  |                          | Kevin McDine              | 10                       |    |                   |                             |                             |                             |  |  |                              |                              |                              |    |  |                        |                        |                        |
|  |                          | Kevin McDine              | 10                       |    | Kevin McDine      | 10                          |                             |                             |  |  |                              |                              |                              |    |  |                        |                        |                        |
|  |                          |                           |                          |    | Kevin McDine      | 10                          |                             |                             |  |  |                              |                              |                              |    |  |                        |                        |                        |
|  |                          |                           | Jelle Klaasen (5)        | 3  |                   |                             |                             |                             |  |  |                              |                              |                              |    |  |                        |                        |                        |
|  |                          | Jelle Klaasen (5)         | Jelle Klaasen (5)        | 3  | 10                |                             |                             |                             |  |  |                              |                              |                              |    |  |                        |                        |                        |
|  |                          |                           |                          |    | 10                |                             |                             |                             |  |  |                              |                              |                              |    |  |                        |                        |                        |
|  |                          | Pat Orreal                | 9                        |    |                   |                             |                             |                             |  |  |                              |                              |                              |    |  |                        |                        |                        |
|  |                          |                           |                          |    |                   |                             |                             |                             |  |  |                              |                              | Andy Hamilton                | 11 |  |                        |                        |                        |
|  |                          |                           |                          |    |                   |                             |                             |                             |  |  |                              |                              |                              | 11 |  |                        |                        |                        |
|  |                          |                           | Phil Taylor (2)          | 18 |                   |                             |                             |                             |  |  |                              |                              |                              |    |  |                        |                        |                        |
|  |                          | Phil Taylor (2)           | Phil Taylor (2)          | 18 | 10                |                             |                             |                             |  |  |                              |                              |                              |    |  |                        |                        |                        |
|  |                          | Phil Taylor (2)           |                          |    | 10                |                             |                             |                             |  |  |                              |                              |                              |    |  |                        |                        |                        |
|  |                          | Gary Mawson               | 4                        |    |                   |                             |                             |                             |  |  |                              |                              |                              |    |  |                        |                        |                        |
|  |                          | Gary Mawson               | 4                        |    | Phil Taylor (2)   | 10                          |                             |                             |  |  |                              |                              |                              |    |  |                        |                        |                        |
|  |                          |                           |                          |    | Phil Taylor (2)   | 10                          |                             |                             |  |  |                              |                              |                              |    |  |                        |                        |                        |
|  |                          |                           | John Part (7)            | 7  |                   |                             |                             |                             |  |  |                              |                              |                              |    |  |                        |                        |                        |
|  |                          | John Part (7)             | John Part (7)            | 7  | 10                |                             |                             |                             |  |  |                              |                              |                              |    |  |                        |                        |                        |
|  |                          |                           |                          |    | 10                |                             |                             |                             |  |  |                              |                              |                              |    |  |                        |                        |                        |
|  |                          | Colin Lloyd               | 7                        |    |                   |                             |                             |                             |  |  |                              |                              |                              |    |  |                        |                        |                        |
|  |                          |                           |                          |    |                   |                             | Phil Taylor (2)             | 13                          |  |  |                              |                              |                              |    |  |                        |                        |                        |
|  |                          |                           |                          |    |                   |                             |                             |                             |  |  |                              |                              |                              |    |  |                        |                        |                        |
|  |                          |                           | Gary Anderson (3)        | 11 |                   |                             |                             |                             |  |  |                              |                              |                              |    |  |                        |                        |                        |
|  |                          | Kevin Painter             | Gary Anderson (3)        | 11 | 10                |                             |                             |                             |  |  |                              |                              |                              |    |  |                        |                        |                        |
|  |                          | Kevin Painter             |                          |    | 10                |                             |                             |                             |  |  |                              |                              |                              |    |  |                        |                        |                        |
|  |                          | Mervyn King               | 7                        |    |                   |                             |                             |                             |  |  |                              |                              |                              |    |  |                        |                        |                        |
|  |                          | Mervyn King               | 7                        |    | Kevin Painter     | 7                           |                             |                             |  |  |                              |                              |                              |    |  |                        |                        |                        |
|  |                          |                           |                          |    | Kevin Painter     | 7                           |                             |                             |  |  |                              |                              |                              |    |  |                        |                        |                        |
|  |                          |                           | Gary Anderson (3)        | 10 |                   |                             |                             |                             |  |  |                              |                              |                              |    |  |                        |                        |                        |
|  |                          | Roland Scholten           | Gary Anderson (3)        | 10 | 7                 |                             |                             |                             |  |  |                              |                              |                              |    |  |                        |                        |                        |
|  |                          | Roland Scholten           |                          |    | 7                 |                             |                             |                             |  |  |                              |                              |                              |    |  |                        |                        |                        |
|  |                          | Gary Anderson (3)         | 10                       |    |                   |                             |                             |                             |  |  |                              |                              |                              |    |  |                        |                        |                        |

2007 · 2008 · 2009 · 2010 · 2011 · 2012 · 2013 · 2014 · 2015 · 2016 · 2017 · 2018 · 2019 · 2020 · 2021 · 2022 · 2023 · 2024 · 2025